# Tadeusz Mazowiecki

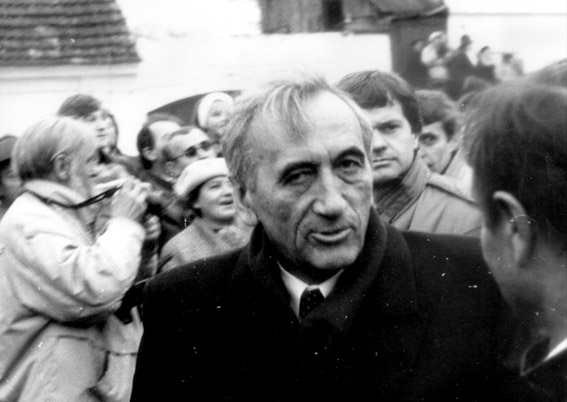
Tadeusz Mazowiecki (November 1989)

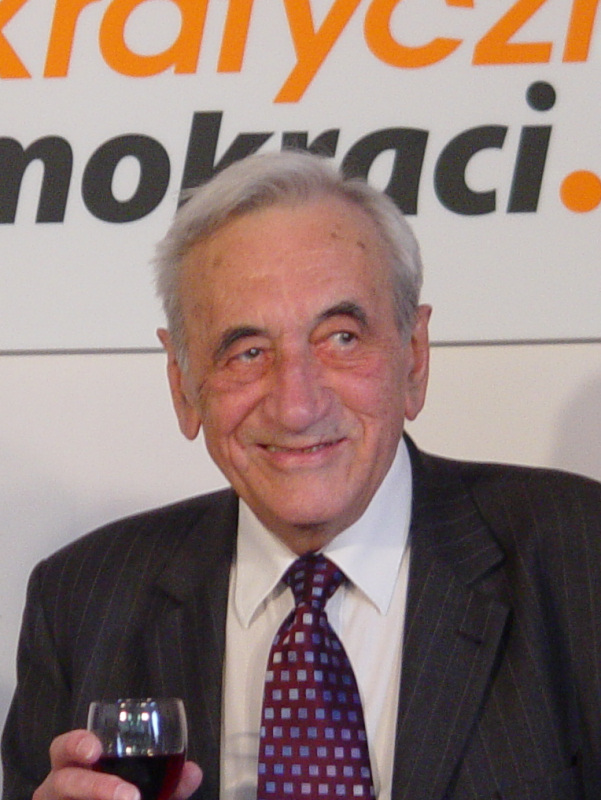
Tadeusz Mazowiecki an seinem 80. Geburtstag

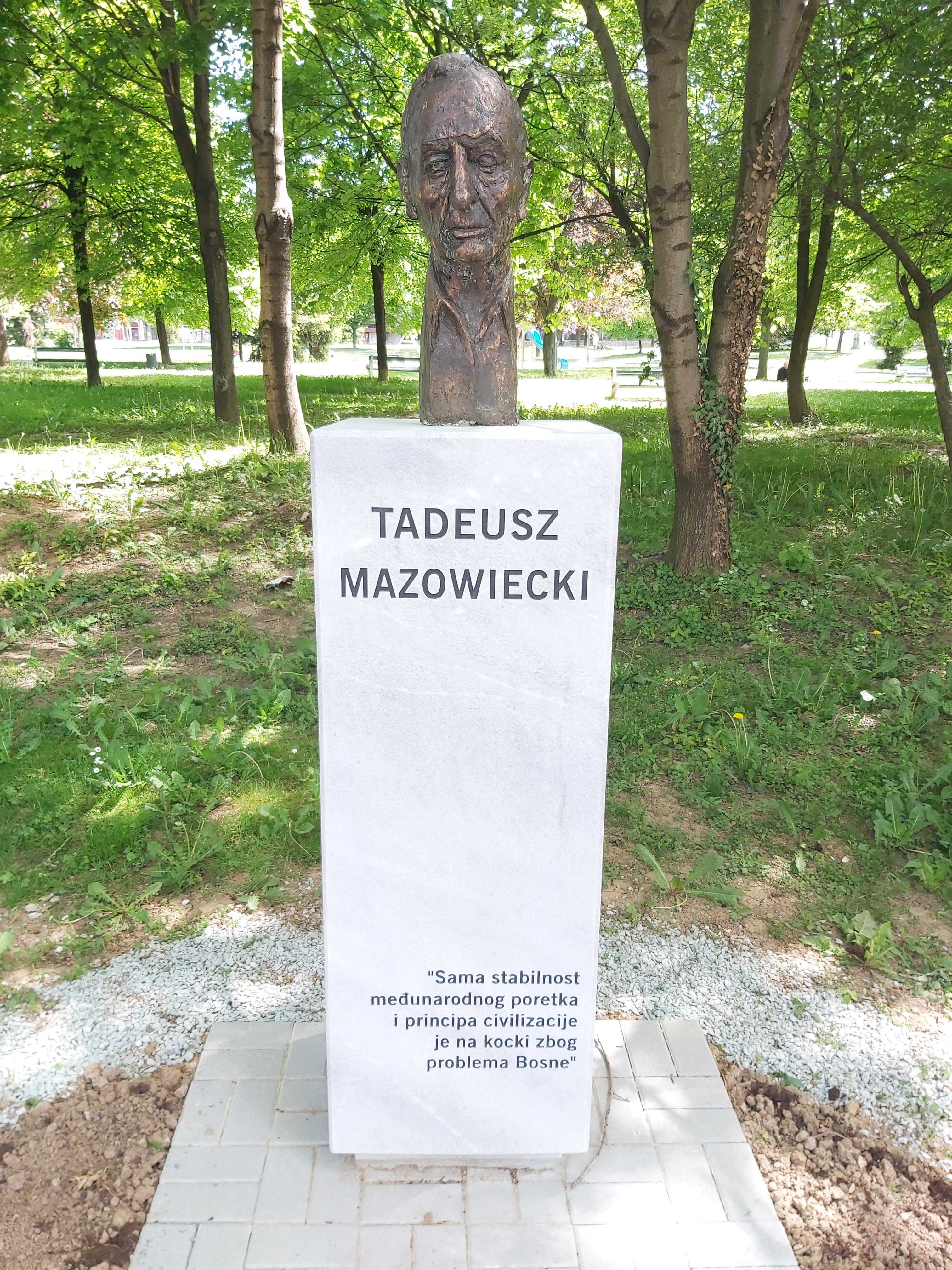
Tadeusz Mazowiecki, Büste in Sarajevo

Tadeusz Mazowiecki (* 18. April 1927 in Płock; † 28. Oktober 2013 in Warschau) war ein polnischer Publizist, Bürgerrechtler und Politiker (SD, Znak, UD, UW, PD) und von 1989 bis 1990 Ministerpräsident der Republik Polen. Er gehörte von 1961 bis 1972 und von 1991 bis 2001 dem Sejm in der III., IV. und V. (Volksrepublik) sowie der I., II. und III. (Dritte Republik) Wahlperiode an.

## Vom Bürgerrechtler zum Regierungschef
Zunächst trat Mazowiecki 1946 der späteren Blockpartei Stronnictwo Pracy bei. 1958 gründete er die intellektuelle Monatszeitschrift Więź (deutsch Bindung) und wurde deren Chefredakteur. Für die katholische Bewegung Znak (deutsch Zeichen) war er bereits von 1961 bis 1972 Abgeordneter im Sejm, dem polnischen Parlament. Danach beteiligte er sich an oppositionellen Bewegungen katholischer Intellektueller, unter anderem im Klub der katholischen Intelligenz in Breslau, gegen die regierende Polnische Vereinigte Arbeiterpartei.
Seit 1980 war er Berater und Publizist der Gewerkschaft Solidarność. Nach Verhängung des Kriegsrechts am 13. Dezember 1981 wurde er bis 1982 inhaftiert. 1989 nahm er wieder als Berater von Lech Wałęsa an den Runden-Tisch-Gesprächen teil.
Am 24. August 1989 wählte ihn der Sejm zum Vorsitzenden des Ministerrats (poln. Prezes Rady Ministrów). Er war der erste nicht-kommunistische Regierungschef Polens nach dem Zweiten Weltkrieg.
Das Verhältnis zum „Arbeiterhelden“ Wałęsa trübte sich, als Mazowiecki sich entschloss, bei der Präsidentschaftswahl im Herbst 1990 gegen Wałęsa anzutreten. Als er am 9. Dezember 1990 gegen diesen nicht einmal in die Stichwahl kam, trat er am 14. Dezember 1990 vom Amt des Ministerpräsidenten zurück.

## Politische Agenden und Ehrungen
Bei der Parlamentswahl 1991 wurde er im Wahlkreis 18 (Posen) in den Sejm gewählt. Bei den Wahlen 1993 (erneut in Posen) und 1997 (in Krakau) wurde er wiedergewählt. Von 1990 bis 1995 war Mazowiecki, der bis 2001 als Abgeordneter tätig war, Vorsitzender der liberalen Partei Unia Demokratyczna (UD) und später deren Nachfolgepartei Unia Wolności (UW). 2002 trat er aus letzterer aus, nachdem diese die Christlich Demokratische Internationale verlassen hatte. Seit 2004 engagierte er sich wieder als Mitglied und Spitzenkandidat der sozial-liberalen Partia Demokratyczna – demokraci.pl, die aus der UW hervorgegangen war.
Während der Kriege im ehemaligen Jugoslawien war Mazowiecki Sonderberichterstatter der Vereinten Nationen über die Lage der Menschenrechte. Aus Protest gegen die Passivität der internationalen Staatengemeinschaft während des Massakers von Srebrenica legte Mazowiecki dieses Mandat nieder.
Er erwarb sich den Ruf eines Reformers. Die Regierung von Mazowiecki führte ein radikales marktwirtschaftliches Programm durch. Kritisiert wurde die „Schocktherapie“ zur Senkung der Inflation und des Budgetdefizits, weil dabei Hunderttausende in die Arbeitslosigkeit gerieten. Er bekannte sich zwar zum Warschauer Pakt, nannte das bisherige Staatsgebaren allerdings totalitär, weshalb er Polen auf den Weg zu Demokratie und Rechtsstaatlichkeit führen wollte. Sein Spruch „Wir ziehen eine dicke Linie unter die Vergangenheit“ fand auch zahlreiche Kritiker. Dies führte zum relativ schlechtem Ergebnis von Mazowiecki in der Präsidentschaftswahl 1990.
1995 wurde ihm von der Deutschen Gesellschaft für die Vereinten Nationen die Dag-Hammarskjöld-Ehrenmedaille verliehen. Im selben Jahr erhielt er den internationalen Adalbert-Preis der Adalbert-Stiftung. 2005 erhielt er die Robert-Schuman-Medaille, 2009 folgten einer Ehrenbürgerschaft von Sarajevo (2002) diejenigen von Posen und Warschau, später kamen die der Städte Danzig (2010), Słubice (2010), Płock (2011) und Brzeg Dolny (2013) hinzu. 2010 verlieh ihm die  Europastadt Görlitz/Zgorzelec den Internationalen Brückepreis.
Mazowiecki verstarb am 28. Oktober 2013 in Warschau. Außenminister Radosław Sikorski bezeichnete ihn als „einen der Väter der polnischen Freiheit“. EU-Kommissionspräsident José Manuel Barroso nannte ihn „einen großen Europäer und Humanisten“.
2013 wurde der Deutsch-Polnische Journalistenpreis nach ihm benannt.

## Schriften
- Tadeusz Mazowiecki: Partei nehmen für die Hoffnung. Über Moral in der Politik, mit einem Geleitwort von Manfred Seidler u. einem Nachwort von Georg Ziegler, [Übers. aus dem Poln. von Angelika Weber u. Georg Ziegler]. Freiburg im Breisgau 1990, ISBN 3-451-21825-9